# Gessatura
La gessatura, in falegnameria, è la preparazione del legno lavorato per la successiva applicazione di finiture colorate quali lacche, smalti o foglie d'oro. 
Per la gessatura si usano basi, dal solfato di calcio (gesso), alla scagliola, al gesso Parigi, e altri coprenti. La polvere di base viene mescolata con colla e acqua per ottenere una miscela che può essere applicata a pennello o a spruzzo.
Questa tecnica viene particolarmente usata nella finitura oro del legno intarsiato.